# 池田町サラダ
池田町サラダ（いけだちょうサラダ）は、徳島県三好市の町名。郵便番号は778-0003。

## 地理
北は池田町マチ、南は池田町シンマチ、西は池田町イケミナミ、東は弥十柳川を挟んで池田町シマにそれぞれ接する。
2025年（令和7年）1月14日に三好市役所が池田町サラダに新築移転した。
地内西側にはJR土讃線の阿波池田駅が設置され、阿波池田バスターミナルが併設されている。駅から東へ県道5号線に続く道は堺町通りと呼ばれ、商業地化が進む。その他にも、西中通り・宗安通り・杉尾通りなど、複数の愛称を持つ通りがある。

### 河川

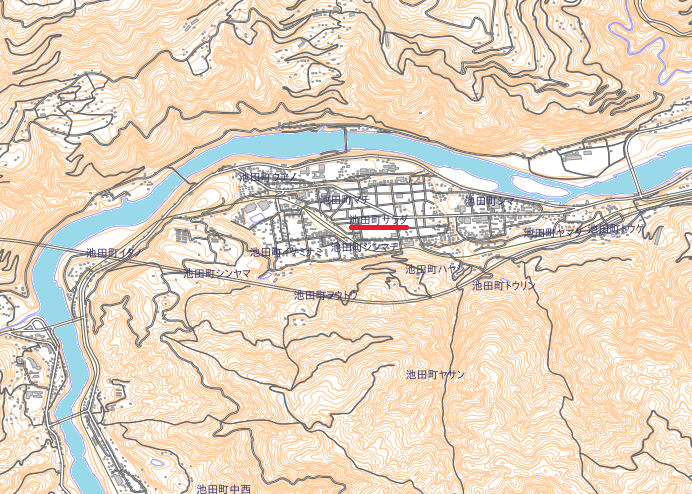
池田市街地における池田町サラダの位置（赤線部）

- 弥十柳川

### 世帯数と人口
2021年（令和3年）12月31日時点の世帯数と人口は以下の通りである。
| 町丁         | 世帯数  | 人口  |
| ------------ | ------- | ----- |
| 池田町サラダ | 373世帯 | 670人 |

## 歴史
- 2006年（平成18年）3月1日 - 三好郡池田町が三野町・山城町・井川町・東祖谷山村・西祖谷山村と合併して三好市が発足し、現在の町名となる。

### 地名の由来
地区が皿のような地形をしていることから「皿田」（さらだ）と名付けられた説と、周囲が更地の水田だったことから「更田」（さらだ）と名付けられた説の2通りが存在する。料理のサラダを連想させることから、珍地名の一つとして紹介されることがある。

## 教育
三好市立の小学校・中学校に通う場合、学区は以下の通りとなる。
| 番地 | 小学校             | 中学校             |
| ---- | ------------------ | ------------------ |
| 全域 | 三好市立池田小学校 | 三好市立池田中学校 |

## 施設

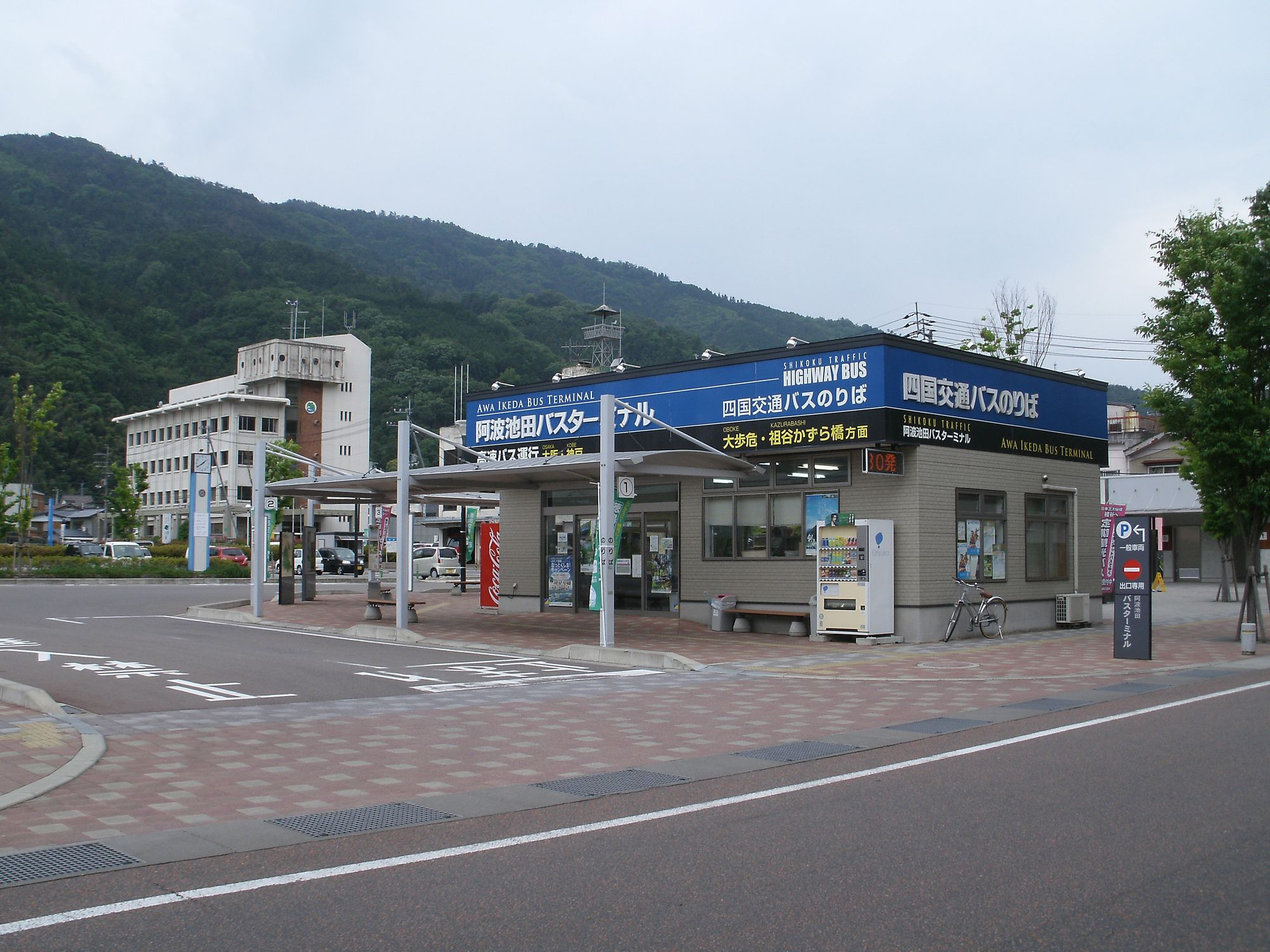
阿波池田バスターミナルと三好市役所（左後方）

- 三好市中央図書館
- 阿波池田バスターミナル
- 四国銀行池田支店
- 徳島大正銀行池田支店
- 徳島信用金庫池田支店
- 池田新町郵便局
- へそっこ公園
- 桂林寺
- フレスポ阿波池田
- DCMまなべ店

## 交通

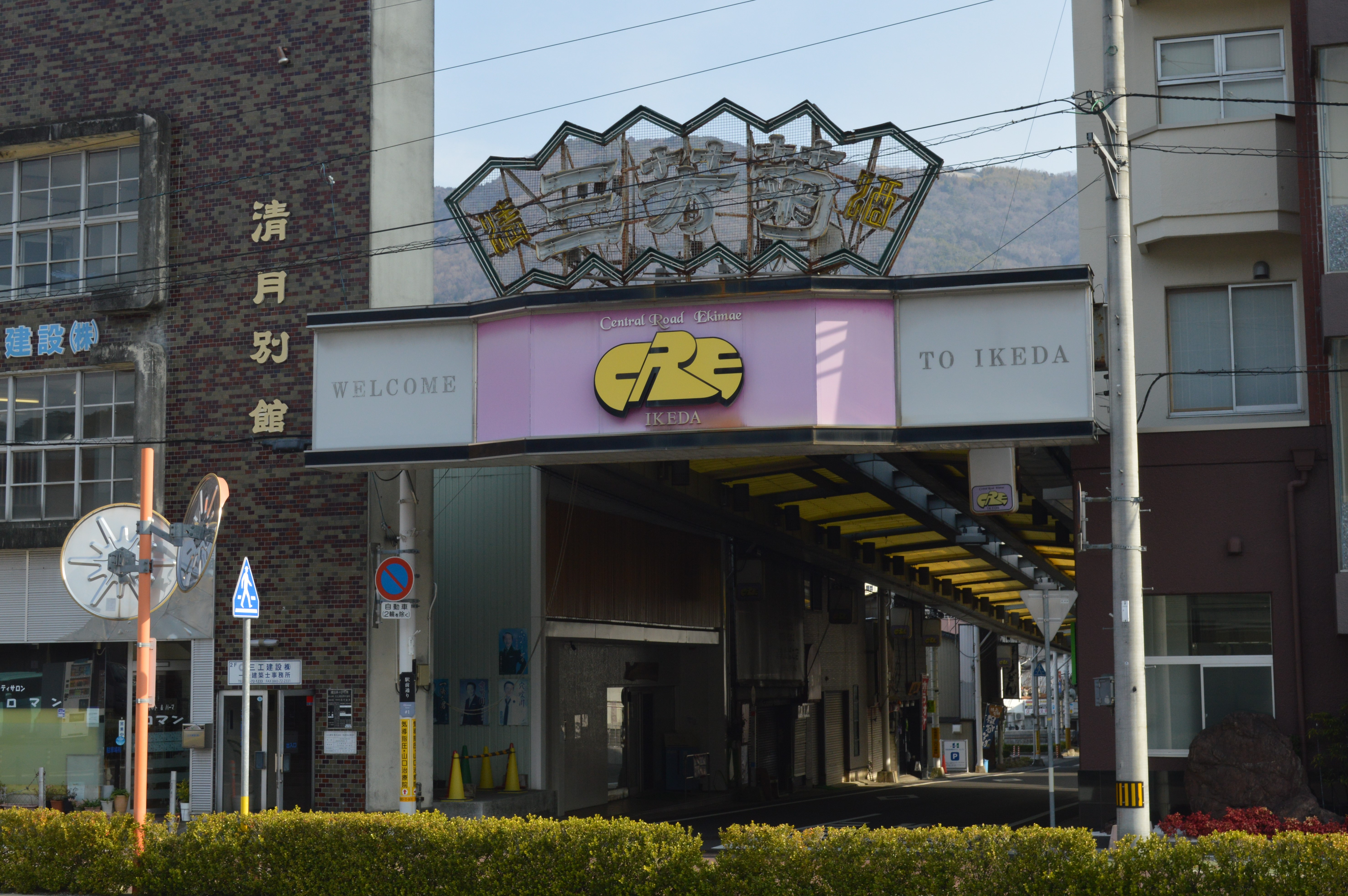
阿波池田駅前通り商店街

### 鉄道
- JR土讃線阿波池田駅

### 道路
- 香川県道・徳島県道5号観音寺池田線
- 阿波池田駅前通り商店街 - 全蓋式アーケード商店街。徳島県道5号に指定されている。
- 銀座通り